# 超ESP仮説
超ESP仮説（ちょうESPかせつ、Super-ESP Hypothesis）とは、「死後生や霊魂の存在の証拠とされる心霊現象も、ESPや超能力によるものだと見なすことで、霊魂を想定しなくても説明可能になる」とする仮説。超心理学で超常現象を説明する時にとりうる仮説はいくつかあるが、そのうちのひとつ。スーパーPSI仮説、超PSI仮説とも。
この超ESP仮説と対立する仮説は、肉体の死後も何らかの存在が存続し続けていてそれが様々な超常現象を引き起こしている、と見なすサバイバル仮説である。

## 概説
亡くなった親族しか知らないはずのことが（霊能力者などによって）言い当てられているのは、スピリチュアリズムにおいては霊からの通信や霊の存在の証拠としているが、この超ESP仮説を採用すると、テレパシーや透視などの超感覚的知覚（ESP）を用いて実現されたと考えることができる。
また、ポルターガイストなどの、スピリチュアリズムにおいて「物理的心霊現象」に分類されている現象も、この仮説を採用すればサイコキネシス（PK=念力）の一種によって起こされていると見なせるなど、一般に心霊現象とされているものがESPやPKなどの超能力（あるいは欧米流に呼べば「PSI サイ」の能力）によって起こされているとすれば霊魂抜きで説明可能だ、と見なす仮説である。
これに対して、本人が学習していない言語や文章を扱うケース（真性異言）も報告されており、上記の仮説ではこの現象の説明はつきにくいことになり、極めて僅かであるが自在に言葉を操る「応答性真性異言」なども存在する。
サバイバル仮説を採用すべきなのか、超PSI仮説を採用すべきなのかについて超心理学者の間で根強い議論がある、と明治大学メタ超心理学研究室の石川幹人は述べた。